# Colin Stüssi
Colin Chris Stüssi, né le 4 juin 1993 à Glaris, est un coureur cycliste suisse. Il évolue au sein de l'équipe Vorarlberg depuis 2019.

## Biographie
En 2013, Colin Stüssi remporte une étape des Quatre Jours des As-en-Provence en France. Il termine par ailleurs deuxième du championnat de Suisse sur route espoirs, derrière son coéquipier Simon Pellaud.
Au cours de l'année 2017, il décroche ses premiers succès dès le mois de mars, lors du Tour international de Rhodes en Grèce. Il en remporte le classement général à la suite de sa victoire sur le premier jour de l'épreuve, où il distance son ultime compagnon d'échappée dans les 15 derniers kilomètres, après avoir commencé son offensive avec celui-ci à 90 kilomètres de l'arrivée. Ce succès est également le premier de l'histoire pour son équipe Roth-Akros sur une épreuve par étapes du calendrier UCI.
En 2020, il se classe seizième du Tour de Hongrie.

## Palmarès et résultats

### Par année
- 2013
  - 2e étape des Quatre Jours des As-en-Provence
  - 2e du championnat de Suisse sur route espoirs
- 2015
  - 3e du Tour du Frioul-Vénétie julienne
- 2017
  - Tour international de Rhodes :
    - Classement général
    - 1re étape
- 2019
  - Grand Prix Vorarlberg
  - 2e étape du Tour de Savoie Mont-Blanc
  - 2e du Raiffeisen Grand Prix
- 2023
  - Tour du Portugal :
    - Classement général
    - 7e étape

  - 2e de la Mühlviertler Hügelwelt Classic
  - 3e du championnat de Suisse sur route
- 2024
  - Schönberger Pfingstradrennen
  - Erlauftaler Radsporttage
  - 1re étape du Tour du Portugal
  - 2e du Tour du Portugal
  - 3e du Tour international de Rhodes
- 2025
  - 2e du Grand Prix Vorarlberg

### Classements mondiaux
| Année                                 | 2014  | 2015 | 2016  | 2017 | 2018 | 2019 | 2020  | 2021 | 2022 | 2023 |
| ------------------------------------- | ----- | ---- | ----- | ---- | ---- | ---- | ----- | ---- | ---- | ---- |
| Classement mondial                    |       |      | 1418e | 237e | 855e | 705e | 1314e | nc   | 842e | 388e |
| UCI Europe Tour                       | 1006e | 556e | 1014e | 142e | 790e | 518e | 1005e | nc   | 628e | nc   |
| UCI Asia Tour                         | nc    | nc   | 596e  | 124e | 215e |      |       |      |      |      |
|                                       |       |      |       |      |      |      |       |      |      |      |
| Légende : nc = non classéSource : UCI |       |      |       |      |      |      |       |      |      |      |